# .22 Extra Long
Le .22 Extra Long est une cartouche américaine de calibre .22 (5,6 mm) à action latérale basée sur le .22 Long. Elle a été développée pour surpasser le .22 Long.
Introduit en 1878, le .22 Extra Long a été utilisé dans les fusils Remington, Ballard, Wesson, Stevens, et plus tard, en 1916, dans les modèles Winchester M1903 et M1904 à verrou, ainsi que dans les revolvers Smith & Wesson.
Utilisant la même balle lubrifiée de 2,6 g, adaptée plus tard au calibre .22 Long Rifle beaucoup plus courant, la .22 Extra Long était chargée avec 389 mg de poudre noire. Au départ, ses performances étaient légèrement supérieures à celles du .22 LR, mais il « ne se caractérisait pas par sa grande précision », alors que les charges obtenues sur la vitesse de sortie étaient égales à celles du .22 LR. Une quantité de poudre similaire, mais un étui moins volumineux entraînent une pression de gaz plus élevée lors de la détonation, ce qui rend le .22 LR meilleur.
Comme pour les cartouches .22 Winchester Auto et .22 Remington Auto, la cartouche .22 Extra Long ne s'adapte pas correctement aux chambres .22 LR. En effet, ses dimensions sont différentes. Toutefois, une cartouche plus courte, mais de même calibre et de même diamètre d'étui peut être tirée à partir d'une arme destinée à une cartouche plus longue. Par exemple, une arme à cartouches .22 LR (principalement des revolvers) peut tirer des cartouches .22 Long et .22 Court (de la même manière, une cartouche .38 Special peut être tirée à partir d'un revolver .357 Magnum, ou une cartouche .44 Special peut être tirée à partir d'un revolver .44 Magnum).
Le .22 Extra Long n'est plus proposé sur le marché depuis 1935.

## .22 Extra Long suisse
Comme pour le .22 Extra Long américain, la Suisse a créé des cartouches avec une douille allongée pour améliorer le .22 Long sur lequel elles étaient basées, vers 1880. Le .22 Extra Long suisse ne présentait que des différences de longueur de douille, de longueur totale et de puissance par rapport au .22 Extra Long américain. La longueur de l'étui suisse était de 18,6 mm alors que celle du calibre américain était de 19,8 mm, et sa longueur totale était de 28 mm contre 29,9 mm. Il y avait également de légères différences de puissance, mais à part cela, les deux calibres étaient similaires. La nomenclature millimétrique du Swiss .22 Extra Long est «5.6 x 18 mm » alors que celle de l'Américain est « 5.6 x 20 mm ».